# جيرالد فرينش
جيرالد فرينش (11 ديسمبر 1883 في المملكة المتحدة - 17 سبتمبر 1970 في المملكة المتحدة) (بالإنجليزية: Edward French)‏ هو لاعب كريكت بريطاني وبريطاني (وحمل سابقاً جنسية المملكة المتحدة لبريطانيا العظمى وأيرلندا). لعب مع Devon County Cricket Club ‏ ونادي مارليبون للكريكت ‏.

## وصلات خارجية
- جيرالد فرينش على موقع إي آس بي آن كريك إنفو (الإنجليزية)